# Александрија
Александрија (арап. الإسكندرية, старогрч. Αλεξάνδρεια) је град у Египту, у гувернорату Александрија. Према процени из 2024. у граду је живело 5.696.130 становника. Александрија је после Каира други по величини град северне Африке.
Александрија се налази у делти Нила и на обали Средоземног мора. Преко александријске луке транспортује се 80% египатског увоза и извоза.
Град је 331. п. н. е. основао Александар Велики. Александрија је у то доба имала највећу и најбогатију библиотеку на целоме свету, која је била део првог музеја на свету. Град је легендаран и по некадашњем Светионику у Александрији (на Фаросу) који је убрајан у Седам светских чуда.

## Географија

### Клима
| Клима Александрије | Клима Александрије | Клима Александрије | Клима Александрије | Клима Александрије | Клима Александрије | Клима Александрије | Клима Александрије | Клима Александрије | Клима Александрије | Клима Александрије | Клима Александрије | Клима Александрије | Клима Александрије |
| Показатељ \ Месец | .Јан.              | .Феб.              | .Мар.              | .Апр.              | .Мај.              | .Јун.              | .Јул.              | .Авг.              | .Сеп.              | .Окт.              | .Нов.              | .Дец.              | .Год.              |
| --- | ------------------ | ------------------ | ------------------ | ------------------ | ------------------ | ------------------ | ------------------ | ------------------ | ------------------ | ------------------ | ------------------ | ------------------ | ------------------ |
| Апсолутни максимум, °C (°F) | 29,6 (85,3)        | 33,0 (91,4)        | 40,0 (104)         | 41,0 (105,8)       | 45,0 (113)         | 43,8 (110,8)       | 43,0 (109,4)       | 38,6 (101,5)       | 41,4 (106,5)       | 38,2 (100,8)       | 35,7 (96,3)        | 31,0 (87,8)        | 45 (113)           |
| Максимум, °C (°F) | 18,4 (65,1)        | 19,3 (66,7)        | 20,9 (69,6)        | 24,0 (75,2)        | 26,5 (79,7)        | 28,6 (83,5)        | 29,7 (85,5)        | 30,4 (86,7)        | 29,6 (85,3)        | 27,6 (81,7)        | 24,1 (75,4)        | 20,1 (68,2)        | 24,9 (76,8)        |
| Просек, °C (°F) | 13,4 (56,1)        | 13,9 (57)          | 15,7 (60,3)        | 18,5 (65,3)        | 21,2 (70,2)        | 24,3 (75,7)        | 25,9 (78,6)        | 26,3 (79,3)        | 25,1 (77,2)        | 22,0 (71,6)        | 18,7 (65,7)        | 14,9 (58,8)        | 20,0 (68)          |
| Минимум, °C (°F) | 9,1 (48,4)         | 9,3 (48,7)         | 10,8 (51,4)        | 13,4 (56,1)        | 16,6 (61,9)        | 20,3 (68,5)        | 22,8 (73)          | 23,1 (73,6)        | 21,3 (70,3)        | 17,8 (64)          | 14,3 (57,7)        | 10,6 (51,1)        | 15,8 (60,4)        |
| Апсолутни минимум, °C (°F) | 0,0 (32)           | 0,0 (32)           | 2,3 (36,1)         | 3,6 (38,5)         | 7,0 (44,6)         | 11,6 (52,9)        | 17,0 (62,6)        | 17,7 (63,9)        | 14 (57)            | 10,7 (51,3)        | 1,0 (33,8)         | 1,2 (34,2)         | 0 (32)             |
| Количина кише, mm (in) | 52,8 (2,079)       | 29,2 (1,15)        | 14,3 (0,563)       | 3,6 (0,142)        | 1,3 (0,051)        | 0,0 (0)            | 0,0 (0)            | 0,1 (0,004)        | 0,8 (0,031)        | 9,4 (0,37)         | 31,7 (1,248)       | 52,7 (2,075)       | 195,9 (7,713)      |
| Дани са кишом (≥ 0.01 mm) | 11,0               | 8,9                | 6,0                | 1,9                | 1,0                | 0,0                | 0,0                | 0,0                | 0,2                | 2,9                | 5,4                | 9,5                | 46,8               |
| Релативна влажност, % | 69                 | 67                 | 67                 | 65                 | 66                 | 68                 | 71                 | 71                 | 67                 | 68                 | 68                 | 68                 | 67,92              |
| Сунчани сати — месечни просек | 192,2              | 217,5              | 248,0              | 273,0              | 316,2              | 354,0              | 362,7              | 344,1              | 297,0              | 282,1              | 225,0              | 195,3              | 3.307,1            |
| Извор #1: World Meteorological Organization (UN), Hong Kong Observatory за сунчаност и просечне температуре, Климатске карте за влажност |                    |                    |                    |                    |                    |                    |                    |                    |                    |                    |                    |                    |                    |
| Извор #2: Вуду небо}- и Бинг време за рекордне температуре                                                                               |                    |                    |                    |                    |                    |                    |                    |                    |                    |                    |                    |                    |                    |

| Јан           | Феб           | Мар           | Апр           | Мај           | Јун           | Јул           | Авг           | Сеп           | Окт           | Нов           | Дец           |
| ------------- | ------------- | ------------- | ------------- | ------------- | ------------- | ------------- | ------------- | ------------- | ------------- | ------------- | ------------- |
| 18 °C (64 °F) | 17 °C (63 °F) | 17 °C (63 °F) | 18 °C (64 °F) | 20 °C (68 °F) | 23 °C (73 °F) | 25 °C (77 °F) | 26 °C (79 °F) | 26 °C (79 °F) | 25 °C (77 °F) | 22 °C (72 °F) | 20 °C (68 °F) |

## Историја

### Александрија у античко доба
Најновији археолошки налази говоре да је ово место било насељено између 2700. и 2200. п. н. е.. Регион је био просперитетан у доба 1000. до 800. п. н. е. Грчки град Александрију је планирао и основао Александар Велики 332. године п. н. е., али он сам никада овде није боравио. Александар је основао више градова са овим именом у Ирану и на граници са Индијом, а египатска Александрија је била најзначајнија од свих њих. После своје ране смрти Александар је сахрањен у маузолеју у Александрији. У наредним годинама владари из династије Птолемеја су, владајући из Александрије, проширили власт над целим Египтом. Александрија је брзо постала један од најзначајнијих градова хеленистичког света. Најзначајнији од пет делова града био је Брухејон у коме се налазила краљевска палата. Архитекта Сострат из Книда је између 300. и 279. п. н. е. на улазу у луку саградио светионик на полуострву Фарос који се убрајао у Седам светских чуда старог света. У Александрији је постојала Александријска библиотека, која је са око 700.000 писаних ролни била најбогатија на свету. Град је био и центар филозофско-научне Александријске школе из које су потекли Херон, Птолемеј и Еуклид.
Године 30. п. н. е. Александрију је у борби за власт у Римском царству заузео Октавијан Август. У то доба је цео Египат прикључен Римском царству. Тиме значај Александрије није опао; она је била, у том часу, после Рима, други највећи град на свету. Број становника је за градове из доба антике био велики. Диодор помиње 300.000 слободних становника у доба касног хеленизма, а савремени истраживачи помињу 500.000 становника у доба позног Римског царства, постао је седиште Египатске дијецезе 380. године. У граду је живело пуно јевреја. Антички извори помињу честе побуне становништва. Критски земљотрес је изазвао цунами који је разорио Александрију.
Године 415. група хришћана је убила научницу и филозофа Хипатију. Тиме је симболично угашена прехришћанска традиција античке просвећености и културе. У време позне антике Александрија је била културни и религијски центар хришћанства, посебно значајан за разрешење теолошких питања. Александријска висока школа се брзо отворила према хришћанству, за разлику од атинске. Најзначајнији градови Византијског царства су, после Константинопоља, били Александрија и Антиохија. Сасанидско царство је заузело Александрију 619, да би је 628. повратили Византинци. Византија је град заувек изгубила 642. када су га заузели Арапи.

### Средњи и нови век
Град је током целог средњег и новог века остао важна лука, али је изгубио политички значај. Њега су преузели градови Константинопољ у Византији и Каиро у доба Арапа. Град је поново добио на значају у 19. веку са појавом Индустријске револуције. Близина Суецког канала и њен значај на путу ка Индији побудио је интересовање европских колонијалних сила. Наполеон се са својом експедицијом овде искрцао 1798, победио је Мамелуке, али је изгубио од Британаца код Абукира. Француски утицај су крајем 19. века потиснули Британци који су успоставили квази-колонијалну власт у Египту и над Суецким каналом.
Данас се преко Александријске луке транспортује око 80% египатског увоза и извоза. Град има текстилну, хемијску, прехрамбену, петрохемијску и индустрију возила. Александрија је други највећи индустријски центар Египта. Град има међународни аеродром и повезан је са националном мрежом пруга и путева. Стари град близу луке је пун уличица и базара, док је новији део града изграђен у стилу модерне западне архитектуре. Априла 2002. отворена је Нова александријска библиотека.

## Срби у Александрији
Почетком 20. века Срби су тражећи бољи живот другде одлазили не само у Америку, већ и Африку. Највише их се доселило у Александрију, у тамошњем радничком кварту. Ту где су били повољни услови за пословање и живот, било је пред Првим светским ратом око 120 српских породица са 4-5.000 душа. Они су стигли из јужних крајева; околине Дебра, Галичника, Гостивара, Прилепа и других места а мало и из Црне Горе. Бавили су се пре свега са храном (услужно) а мање у фабрикама и на пристаништу. О њима није са српске стране бринуо нико; сами су се сналазили, стицали породице и кућили. Године 1914. у на главном градском тргу Мехмед Али Плос отворена је Краљевско српска државна трговачка агенција. За шефа агенције постављен је Душан Поповић који је убрзо упознао српску колонију. Једна соба у згради где се налазила агенција претворена је у српску читаоницу, у којој су посетиоци могли да читају српске листове допремљене са Балкана. Предстојало је формирање мање српске штедионице и православне капеле, уз подршку александријских Грка.

## Становништво
Према процени, у граду је 2008. живело 4.247.414 становника.
| 1986.     | 1996.     | 2006.     |
| --------- | --------- | --------- |
| 2.926.859 | 3.328.196 | 4.110.015 |

## Партнерски градови
- Братислава[15]
- Кливленд[16]
- Казабланка
- Констанца
- Дурбан[17]
- Марсељ[18]
- Измир
- Казанлик
- Канпур
- Јевлах
- Гјумри
- Лимасол
- Одеса
- Шангај
- Санкт Петербург
- Солун
- Џеда
- Kuching
- Ле Ман
- Аликанте